# Корнеліюс Платяліс
Корне́ліюс Платя́ліс (лит. Kornelijus Platelis; 22 січня 1951, Шяуляй) — литовський поет, есеїст, перекладач, громадський і державний діяч; лавреат Національної премії (2002), президент Асоціації творчих працівників Литви (що об'єднує дванадцять творчих організацій Литви — архітекторів, художників, дизайнерів, фотохудожників, кінематографістів, композиторів, перекладачів, музикантів, письменників, народного мистецтва, театральних діячів, журналістів).

## Біографія
Закінчив Вільнюський інженерно-будівничий інститут (1973). В 1973–1975 роках служив офіцером в армії. Декілька років працював інженером в різноманітних друскінінкайських будівельних організаціях (1975—1988).
В 1991–1993 — заступником міністра культури і просвіти Литви. Був генеральним комісаром литовської експозиції на Всесвітній виставці в Севільї (1992).
Був віце-мером Друскінінкай (1995—1996), консультантом Асоціації самоврядувань Литви. 1996—1998 керував видавництвом «Вага». В 1998—2000 — міністр культури і просвіти Литви.
З 2001 року головний редактор щотижневика Спілки письменників Литви «Література ір мянас» («Literatūra ir menas»; «Література та мистецтво»).
Член Спілки письменників Литви (з 1988 року), Литовського ПЕН-Центру (з 1989 року; в 1991—1995 роках — голова). Голова правління фестивалю «Поетична друскінінкайська осінь» (з 1990 року). Президент Асоціації творчих працівників Литви з 2006 року.

## Творчість
Перна збірка віршів «Слова і дні» («Žodžiai ir dienos») вийшла в 1980 році. Пізніше випустив декілька збірок віршів, збірку есе, книжки перекладів. Литовською мовою перекладав гімни Ригведи, поетичні твория Еліота, Паунда, Хіні, Шимборської, Каммінгса та інших зарубіжних авторів. Написав комментарії до Старого Заповіту.
Поезія Корнеліюса Платяліса перекладена англійською, вірменською, білоруською, угорською, галісійською, грецькою, грузинською, іспанською, латиською, німецькою, норвезькою, польською, словенською, українською, французькою, шведською, естонською мовами.

## Нагороди і звання
В 1985 році нагороджений Ятвязькою премією за вірш «Молитва ятвягів під час нападу на ворога» («Jotvingių malda šuoliuojant į priešą»):
|  | Друскінікайська поетична осінь, відверто кажучи, і з'явилася дякуючи церемонії вручення премії, коли в 1985 році Сігітас Гяда дістав із кишені десять рублів і вручив їх Корнеліюсу Платялісу, назвавши Ятвязькою премією |

Лавреат літературного фестивалю «Весна поезії» (1996; за книжку «Слова до ріки», «Prakalbos upei». В 2002 році нагороджений литовською Національною премією.

## Книги
- Žodžiai ir dienos: eilėraščiai. Vilnius: Vaga, 1980. (Pirmoji knyga).
- Namai ant tilto: eilėraščiai. Vilnius: Vaga, 1984.
- Pinklės vėjui: eilėraščiai ir poemos. Vilnius: Vaga, 1987.
- Būstas prie Nemuno: esė apie kultūros ekologiją. Vilnius: Vyturys, 1989.
- Luoto kevalas: eilėraščiai ir poemos. Vilnius: Vaga, 1990.
- Prakalbos upei: rinktinė. Vilnius: Vaga, 1995.
- Palimpsestai: eilėraščiai. Vilnius: Lietuvos rašytojų sąjungos leidykla, 2004.
- Karstiniai reiškiniai: eilėraščiai. Vilnius: Lietuvos rašytojų sąjungos leidykla, 2010.
- Snare for the wind: selected poems. Vilnius: Vaga, 1999.
- Four poets of Lithuania: Vytautas P. Bložė, Sigitas Geda, Nijolė Miliauskaitė, Kornelijus Platelis / selected and translated by Jonas Zdanys. Vilnius: Vaga, 1995.
- Copyright © . Reading (Pa.): Red Pagoda Press, 2002.
- Rodeo; Viršūnė. Reading (Pa.): Red Pagoda Press, 2000.
- © and other poems. Klaipėda: Klaipėda House of Artists, 2002.

### Переклади
- Tomas Stearnsas Eliotas. Pavasaris žiemos vidury: eilėraščiai ir poemos. Vilnius: Vaga, 1991.
- Czesław Miłosz. Lenkų literatūros istorija. Vilnius: Baltos lankos, 1996.
- Jonas Zdanys. Dotnuvos stoty: eilėraščiai. Vilnius: Vaga, 1999.
- Seamus Heaney. Kasanti plunksna: eilėraščių rinktinė, 1966—1991. Vilnius: Lietuvos rašytojų sąjungos leidykla, 2002.
- Ezra Pound. Lustra: poezijos rinktinė. Vilnius: Vaga, 2002.
- Robert Bringhurst. Kvėpuoti pėdomis, poezijos rinktinė. Vilnius: Versus Aureus, 2007.

### Упорядник
- Poetinis Druskininkų ruduo 2004: almanachas. Vilnius: Vaga, 2004
- Poetinis Druskininkų ruduo 2005: almanachas. Vilnius: Vaga, 2005.
- Poetinis Druskininkų ruduo 2006: almanachas. Vilnius: Vaga, 2006.
- Poetinis Druskininkų ruduo 2007: almanachas. Vilnius: Vaga, 2007.